# O mój Boże!
O mój Boże! – amerykański film komediowy z 1977 roku na podstawie powieści Avery’ego Cormana.

## Fabuła
Pan Bóg postanawia zejść na Ziemię. Kandydatem na współczesnego Mojżesza zostaje menedżer wielkiego supermarketu. Takim obrotem spraw zachwycony jest pracujący tam sprzedawca. Z gorliwością neofity i naiwnością dziecka podąża za Wybranym. A Bóg Wszystkich Ludzi chodzi w tenisówkach i golfowym kapeluszu...

## Obsada
- John Denver – Jerry Landers
- George Burns – Bóg
- Teri Garr – Bobbie Landers
- Donald Pleasence – Doktor Harmon
- Ralph Bellamy – Sam Raven
- William Daniels – George Summers
- Barnard Hughes – Sędzia Baker
- Paul Sorvino – Willie Williams
- Barry Sullivan – Biskup Reardon

## Nagrody i nominacje
50. ceremonia wręczenia Oscarów
- Najlepszy scenariusz adaptowany – Larry Gelbart (nominacja)

Nagrody Saturn 1977
- Najlepszy film fantasy
- Najlepszy aktor – George Burns
- Najlepsza reżyseria – Carl Reiner (nominacja)
- najlepszy scenariusz – Larry Gelbart (nominacja)